# أنس كانتر
أنس كانتر (بالتركية: Enes Kanter) مواليد 20 مايو 1992، هو لاعب كرة سلة تركي يبلغ طوله 6 قدم 11 بوصة (2.1 م). يلعب مع فريق بوسطن سيلتكس الأمريكي في الرابطة الوطنية لكرة السلة ويحمل الرقم 11، كما سبق له تمثيل منتخب تركيا لكرة السلة بين عامي 2008 و2015.

## روابط خارجية
- أنس كانتر على موقع IMDb (الإنجليزية)
- أنس كانتر على موقع الاتحاد الدولي لكرة السلة (الإنجليزية)
- أنس كانتر على موقع إن بي أي (الإنجليزية)
- أنس كانتر على موقع سبورتس رفرنس (الإنجليزية)
- أنس كانتر على موقع كرة السلة الأوروبية.كوم (الإنجليزية)
- أنس كانتر على موقع DraftExpress.com (الإنجليزية)
- أنس كانتر على موقع إي إس بي إن.كوم (الإنجليزية)
- أنس كانتر على موقع ريلجم (الإنجليزية)
- أنس كانتر على موقع بروبوليرز (الإنجليزية)
- أنس كانتر على موقع سبورتس رفرنس (الإنجليزية)
- أنس كانتر على موقع قاعدة بيانات المصارعة على الإنترنت (الإنجليزية)